# Liste der Stolpersteine in Veitshöchheim
Diese Liste der Stolpersteine in Veitshöchheim enthält die Stolpersteine, die im Rahmen des gleichnamigen Kunstprojekts von Gunter Demnig in der Unterfränkischen Gemeinde Veitshöchheim verlegt wurden. Mit ihnen soll Opfern des Nationalsozialismus gedacht werden, die in Veitshöchheim lebten und wirkten.  Neben 13 jüdischen Bürgern waren darunter auch der wegen Wehrkraftzersetzung hingerichtete Max Mährlein und der 1945 in Dachau ermordete Leopold Kaufmann.
Auf der Oberseite der Betonquader mit zehn Zentimetern Kantenlänge ist eine Messingtafel verankert, die Auskunft über Namen, Geburtsjahr und Schicksal der Personen gibt, derer gedacht werden soll. Die Steine sind in den Bürgersteig vor den ehemaligen Wohnhäusern der Opfer der nationalsozialistischen Gewaltherrschaft eingelassen. Die bislang 15 Stolpersteine wurden am 29. September 2009 verlegt. Den Beschluss dazu hatte zwei Jahre zuvor der Gemeinderat auf Antrag des Grünen-Ortsvereins gefasst. Die Finanzierung erfolgte ausschließlich durch Patenschaften zu 95 Euro pro Stolperstein.

## Verlegte Stolpersteine
In Veitshöchheim wurden fünfzehn Stolpersteine an zehn Standorten verlegt.
| Stolperstein | Inschrift | Standort                            | Name, Leben |
| ------------ | --- | ----------------------------------- | --- |
|              | HIER WOHNTE LUDWIG BRÜCK JG. 1894 DEPORTIERT 1944 THERESIENSTADT AUSCHWITZ ?                                                            | Friedhofstraße 7 (Standort)         | Ludwig Brück wurde am 3. Mai 1894 in Odenbach geboren. Seine Eltern waren Moses Brück (1862–1943) und Franziska (1867–1936). Seine Schwester Rosa, später verehelichte Frank, wurde am 3. Juli 1985 in Odenbach geboren. Er heiratete eine Christin, Anna, geboren am 23. November 1902 in Rehborn. Ludwig Brück verlor den Schutz der „privilegierten Mischehe“ und wurde am 17. Januar 1944 mit der letzten Deportation von Würzburg nach Theresienstadt deportiert. Es gibt unterschiedliche Darstellungen über seinen weiteren Lebensweg. Zwei Datenbanken verzeichnen seine Ermordung, die Biographische Datenbank Jüdisches Unterfranken e. V. hingegen stellt in den Raum, dass er die Shoah überlebte und erst 1969 starb. Gesichert ist, dass sein Vater am 23. Januar 1943 in Theresienstadt ums Leben kam. Der Sohn von Ludwig und Anna Brück, Heinz, geboren um 1933, wurde 1942 im Zuge der Aktion T4 ermordet. |
|              | HIER WOHNTE FANNY FREUDENBERGER GEB. JAKOB JG. 1877 DEPORTIERT 1942 IZBICA ERMORDET FÜR TOT ERKLÄRT                                     | Bahnhofstraße 23 (Standort)         | Fanny Freudenberger wurde am 31. Oktober 1877 in Willmars geboren. Ihr Vater war Gustav (Gedalia) Jakob. Sie heiratete den Schneidermeister Julius Freudenberger. Das Ehepaar bekam die Kinder Rudolf (geboren 1910), Johanna, Rita (geboren 1914) und Siegfried. Der jüngste Sohn wurde im Zuge der Novemberpogrome 1938 verhaftet und war von Ende 1938 bis Februar 1939 im Konzentrationslager Dachau inhaftiert. Das Ehepaar wurde 1942 verhaftet und nach Izbica deportiert. Beide wurden im Zuge der Shoah ermordet. Alle vier Kinder des Ehepaars konnten Deutschland rechtzeitig verlassen; sie überlebten in Israel, den USA bzw. in England. |
|              | HIER WOHNTE JULIUS FREUDENBERGER JG. 1880 DEPORTIERT 1942 IZBICA ERMORDET FÜR TOT ERKLÄRT                                               | Bahnhofstraße 23 (Standort)         | Julius Freudenberger wurde am 15. September 1880 in Unterleinach als Sohn von Samuel Freudenberger und Hanna, geb. Engel, geboren. Er kam bereits als Kleinkind nach Veitshöchheim, wurde Schneidermeister und heiratete Fanny geb. Jakob. Das Ehepaar bekam die Kinder Rudolf (geboren 1910), Johanna, Rita (geboren 1914) und Siegfried. Das Ehepaar wurde 1942 verhaftet und nach Izbica deportiert. Beide wurden im Zuge der Shoah ermordet. Die vier Kinder des Ehepaars Fanny und Julius Freudenberger konnten Deutschland rechtzeitig verlassen und überlebten. Rudolf Freudenberger ging 1936 mit seiner Frau Erna zunächst nach Palästina und zog später in die USA. Er starb 1972 im Bundesstaat Connecticut. Johanna floh 1938 in die Vereinigten Staaten. Rita ging, wie ihr älterer Bruder, nach Palästina. Siegfried Freudenberger wurde im Zuge der Novemberpogrome 1938 verhaftet und war von Ende 1938 bis Februar 1939 im Konzentrationslager Dachau inhaftiert. Er kehrte für kurze Zeit nach Veitshöchheim zurück und floh noch 1939 nach England. Er lebte später in New York. |
|              | HIER WOHNTE ELSE KAHN JG. 1893 DEPORTIERT 1942 IZBICA ERMORDET FÜR TOT ERKLÄRT                                                          | Thüngersheimer Straße 36 (Standort) | Else Kahn wurde am 9. September 1893 als Tochter von Aron Kahn und Therese geb. Heß in Veitshöchheim geboren. Sie hatte zwei Geschwister, Eugen Kahn (1890–1946) und Frieda, später verehelichte Rosenbusch (1892–1928). Else Kahn blieb unverheiratet, sie lebte bei ihrer Familie. Ab Dezember 1936 arbeitete sie als Dienstmädchen im Israelitischen Kranken- und Pfründnerhaus in der Dürerstraße 20 in Würzburg. Am 25. April 1942 wurden Else Kahn und ihr Neffe Fred Rosenbusch von Würzburg nach Krasniczyn im besetzten Ostpolen deportiert. Wie alle anderen Menschen dieses Transports wurden beide noch im Herbst 1942 im Raum Lublin ermordet. Ihr Bruder diente im Ersten Weltkrieg und gründete danach eine Großhandlung für Wollwaren und Trikotagen. Er war Funktionär der IKG Würzburg und Mitglied im Reichsbund jüdischer Frontsoldaten. 1936 emigrierte er mit seiner Frau und den beiden Kindern in die Vereinigten Staaten. Er starb am 17. Januar 1946 in Danville, Virginia. |
|              | HIER WOHNTE ERNST KAHN JG. 1882 DEPORTIERT 1942 IZBICA ERMORDET                                                                         | Bahnhofstraße 25 (Standort)         | Ernst Kahn wurde 1882 geboren. Er hatte zumindest eine Schwester, Rosa, geboren 1884, später verehelichte Trepp. Er war ein angesehener Gemischtwarenhändler, errang im Ersten Weltkrieg verschiedene Auszeichnungen und schloss sich der Bürgerlichen Partei Veitshöchheims an. Er war mit Eva verheiratet, das Paar hatte die Töchter Cerry und Emmi. 1931 starb seine Frau. Daraufhin zog seine Schwester mit ihren beiden Söhnen, Leopold und Samuel, bei ihm ein. Sie hatte ihren Ehemann bereits während des Ersten Weltkrieges verloren. Während der Zeit des Nationalsozialismus entschlossen sich alle vier Kinder des Geschwisterpaares zur Flucht. Die beiden Trepp-Söhne gingen in die USA, die beiden Kahn-Töchter emigrierten 1938 zunächst nach Palästina, später ebenfalls in die USA. Ernst Kahn war der letzte Vorsteher der jüdischen Gemeinde von Veitshöchheim. Auch er und seine Schwester bemühten sich um die nötigen Papiere, erhielten aber keine Ausreisegenehmigung. Sie wurden am 28. April 1942 nach Izbica, südöstlich von Lublin gelegen, deportiert und in der Folge ermordet. |
|              | HIER WOHNTE SALLY SALOMON KAHN JG. 1892 VERHAFTET 1938 BUCHENWALD ERMORDET 11.2.1941                                                    | Bahnhofstraße 14 (Standort)         | Sally Salomon Kahn wurde am 7. Juli 1892 in Veitshöchheim geboren. Seine Eltern waren Isaak Kahn und Mathilde geb. Rosenfeld, die 1927 in Veitshöchheim verstarb. Er hatte sechs Geschwister, von denen zwei im Kindesalter starben. Von den beiden Schwestern Erna (1900) und Lina, die beide nach Barmen zogen, gab es noch Lebenszeichen aus den Jahren 1929 bzw. 1938. Sally Kahn und seine Brüder Max und Julius dienten im Ersten Weltkrieg. Julius fiel 1915, Max zog 1919 ebenfalls nach Barmen. Auf der Erinnerungstafel für die jüdischen Soldaten im Weltkrieg, die in der Veitshöchheimer Synagoge angebracht wurde, steht auch der Name Sali Kahn. Sein Beruf ist nicht bekannt. Das Haus der Eltern in der Bahnhofstraße 14 wurde bereits 1930 verkauft. Im April 1938 startete die erste Welle der Aktion „Arbeitsscheu Reich“, in deren Rahmen so genannte Asoziale verhaftet und zur Zwangsarbeit eingeteilt wurden. Es handelte sich in NS-Diktion um Landstreicher, Bettler, Prostituierte, Zigeuner und Trunksüchtige. Auch Personen mit unbehandelten Geschlechtskrankheiten wurden dazugerechnet. Auf Hitlers persönliche Anordnung wurden in der zweiten Welle, der sogenannten Juni-Aktion, auch „kriminelle“ Juden einbezogen – „zur Erledigung von wichtigen Erdbewegungsarbeiten im gesamten Reichsgebiet“. Sally Kahn wurde am 23. Juni 1938 in Bitterfeld verhaftet und noch am selben Tag in das Konzentrationslager Buchenwald überstellt. Er wurde dort unter der Häftlingsnummer 3153 registriert. Im Juni 1938 wurden insgesamt 1256 jüdische Männer ins KZ Buchenwald eingeliefert. Sie waren dort brutalen Schikanen ausgesetzt. Sally Kahn kam dort am 11. Februar 1941 ums Leben. Zu seinem Nachlass in der Effektenkammer heißt es: „Erbberechtigte Angehörige des S. Kahn (konnten) in Deutschland nicht ermittelt werden.“ |
|              | HIER WOHNTE LEOPOLD KAUFMANN JG. 1893 VERHAFTET DACHAU ERMORDET 15.4.1945                                                               | Herrnstraße 14 (Standort)           | Leopold Kaufmann wurde 1893 geboren. Er wurde verhaftet und in das Konzentrationslager Dachau verschleppt. Er kam dort am 19. April 1945 ums Leben. Anlässlich der Ausstellungseröffnung zur Seligsprechung von Georg Häfner im April 2011 erinnerte Bürgermeister Kinzkofer an die Zivilcourage von Leopold Kaufmann und Max Mährlein, die als Opfer im Schatten stünden. Es sei wichtig auf solche Vorbilder hinzuweisen, denn „wer vergisst, verletzt und tötet zum zweiten Mal“. |
|              | HIER WOHNTE MAX MÄHRLEIN JG. 1896 VERHAFTET 1943 ZUCHTHAUS WÜRZBURG 'WEHRKRAFTZERSETZUNG' HINGERICHTET 26.9.1944 FRANKFURT-PREUNGESHEIM | Hofweg 10a (Standort)               | Max Mährlein, geboren 1896, war Arbeiter am Rangierbahnhof in Würzburg. Er wurde aufgrund kriegskritischer Äußerungen festgenommen und im Zuchthaus Würzburg inhaftiert. Ein weiterer Vorwurf lautete, er habe – obwohl Bahnbeamter – amerikanische Sender gehört, somit Feindsender. Auch habe er Züge verspätet abfahren lassen. Er wurde wegen Wehrkraftzersetzung und Landesverrat zum Tode verurteilt und am 26. September 1944 im Strafgefängnis Frankfurt-Preungesheim hingerichtet. An seine Hinrichtung erinnert auch eine Tafel am Ehrenmal an der Vituskirche. |
|              | HIER WOHNTE EMANUEL METZGER JG. 1869 DEPORTIERT 1942 THERESIENSTADT TOT 11.4.1943                                                       | Bahnhofstraße 24 (Standort)         | Emanuel Metzger wurde am 13. März 1869 in Veitshöchheim geboren. Er war Viehhändler und heiratete Jette geb. Neumann aus Hainsfarth. Das Paar hatte zumindest eine Tochter, Ella, geboren am 10. Februar 1907 in Veitshöchheim, die ab 1937 als Dienstmädchen im Israelitischen Kranken- und Pfründnerhaus in Würzburg arbeitete. In Folge der Novemberpogrome 1938 musste das betagte Ehepaar Veitshöchheim verlassen. Sie fanden Unterkunft im Israelitischen Altersheim in der Dürerstraße 20 in Würzburg. 1939 emigrierte die Tochter mit dem Schiff Hamburg nach New York. Emanuel Metzger und seine Frau wurden am 23. September 1942 nach Theresienstadt deportiert. Emanuel Metzger kam dort am 10. April 1943 ums Leben. Seine Frau wurde nach Auschwitz verschleppt und kam dort im Oktober 1944 ums Leben. Seine Tochter heiratete Joseph Willner, bekam zumindest eine Tochter und wurde hundert Jahre alt. Sie starb am 5. Mai 2007 in New Haven, Connecticut. Seine Enkeltochter Lora Dickstein widmete ihm eine Page of Testimony, die in der Gedenkstätte Yad Vashem aufbewahrt wird. |
|              | HIER WOHNTE JETTE METZGER GEB. NEUMANN JG. 1879 DEPORTIERT 1942 THERESIENSTADT 1944 AUSCHWITZ TOT AUF TRANSPORT                         | Bahnhofstraße 24 (Standort)         | Jette Metzger geb. Neumann wurde am 3. September 1879 in Hainsfarth als Tochter von Mendel Neumann und Hannchen, geb. Frank, geboren. Sie selbst heiratete den Viehhändler Emanuel Metzger aus Veitshöchheim. Das Paar hatte zumindest eine Tochter, Ella, geboren am 10. Februar 1907 in Veitshöchheim. Die Tochter arbeitete ab 1937 als Dienstmädchen im Israelitischen Kranken- und Pfründnerhaus in Würzburg. In Folge der Novemberpogrome 1938 musste das betagte Ehepaar Veitshöchheim verlassen. Sie fanden Unterkunft im Israelitischen Altersheim in der Dürerstraße 20 in Würzburg. 1939 konnte die Tochter in die Vereinigten Staaten emigrieren und sich somit in Sicherheit bringen. Sie gelangte mit der Hamburg nach New York. Ihre Eltern wurden am 23. September 1942 nach Theresienstadt deportiert. „Jette Metzger musste dort im April 1943 den Lagertod ihres Mannes erleben“, so die Biographische Datenbank Jüdisches Unterfranken e. V. Als das Kriegsende und die Befreiung der Konzentrationslager nahte, wurde Jette Metzger am 23. Oktober 1944 mit Transport Et in das Konzentrations- und Vernichtungslager Auschwitz deportiert. Ihre Transportnummer war 421. Mit hoher Wahrscheinlichkeit wurde Jette Metzger unmittelbar nach der Ankunft in Auschwitz in einer der Gaskammern ermordet. Ihre Tochter heiratete Joseph Willner, bekam zumindest eine Tochter und wurde hundert Jahre alt. Sie starb am 5. Mai 2007 in New Haven, Connecticut. Ihre Enkeltochter Lora Dickstein widmete ihr eine Page of Testimony, die in der Gedenkstätte Yad Vashem aufbewahrt wird. |
|              | HIER WOHNTE DR. MAX PRETZFELDER JG. 1866 DEPORTIERT 1942 THERESIENSTADT TOT 17.1.1943                                                   | Friedhofstraße 11 (Standort)        | Dr. Max Pretzfelder wurde am 10. Februar 1866 in Burgkunstadt geboren. Seine Eltern waren Ferdinand Pretzfelder, Hopfenhändler in Burgkunstadt, und Luise, geb. Rothschild. Er hatte einen jüngeren Bruder, Friedrich. Er studierte Humanmedizin an der Julius-Maximilians-Universität in Würzburg und promovierte dort 1891. Thema seiner Dissertation war Ein Tumor der Parotitis. Er wurde Assistenzarzt für Chirurgie an der Universitätsklinik und 1897 Facharzt für Chirurgie. Er blieb unverheiratet und konvertierte zur evangelischen Konfession. Er führte schließlich eine Privatklinik für Chirurgie in Würzburg und wurde 1908 Erster Arzt der katholischen Theresienklinik. Für seine Verdienste im Gesundheitswesen wurde ihm der Ehrentitel Hofrat zuerkannt. Ende 1923 übersiedelte er in die niederbayerische Gemeinde Spiegelau, wo sein Bruder eine Glasfabrik gegründet hatte. Die Fabrik wurde zur Jahreswende 1938/39 arisiert, der Bruder emigrierte und nannte sich im Exil Frederick Preston. Max Pretzfelder kehrte zurück in den Würzburger Raum und bezog eine Wohnung in Veitshöchheim. Von dort wurde er am 23. September 1942 nach Theresienstadt deportiert, wo er nach knapp vier Monaten, am 17. Januar 1943, ums Leben kam. |
|              | HIER WOHNTE HERMANN STERN JG. 1862 DEPORTIERT 1942 THERESIENSTADT TOT 4.4.1943                                                          | Thüngersheimer Straße 39 (Standort) | Hermann Stern wurde am 24. August 1862 in Veitshöchheim geboren. Er stammte aus einer seit 1880 in Veitshöchheim ansässigen Viehhändlerfamilie. Auch er war als Viehhändler tätig und hatte, wie die meisten sogenannten Landjuden, Haus- und Grundbesitz im Ort. Er war Witwer. Sein letzter Wohnort vor Deportation war ab Mai 1938 das Altersheim in der Konradstraße 3 in Würzburg. Er wurde am 24. September 1942 mit Transport II/26 von Nürnberg nach Theresienstadt deportiert. Seine Transportnummer war 452. Hermann Stern wurde am 4. April 1943 in Theresienstadt ermordet. |
|              | HIER WOHNTE JOSEPH STRAUSS JG. 1862 DEPORTIERT 1942 THERESIENSTADT TOT 22.2.1943                                                        | Kirchstraße 13 (Standort)           | Joseph Strauss wurde am 10. November 1862 geboren. Seine Eltern waren Wolf Benjamin Strauß und Eva geb. Strauß. Joseph Strauss etablierte sich als Händler und heiratete Amalie geb. Bauer, geboren am 4. April 1871 in Buttenwiesen. Das Ehepaar bekam acht Kinder, Wolf, Frieda, Rosa, Mina, Eduard, Else, Michael und David. Die Familie lebte über Jahrzehnte in Veitshöchheim. Amalie und Josef Strauß mussten im März 1940 nach Würzburg übersiedeln und wurden in das Altersheim der Israelitischen Kranken- und Pfründnerhausstiftung in der Dürerstraße 20 aufgenommen. Seine Ehefrau verstarb dort im Juli 1940 im Alter von 69 Jahren. Joseph Strauss wurde am 23. September 1942 nach Theresienstadt deportiert und dort am 22. Februar 1943 ermordet. |
|              | HIER WOHNTE MIRA STRAUSS JG. 1901 DEPORTIERT 1942 IZBICA ERMORDET FÜR TOT ERKLÄRT                                                       | Kirchstraße 13 (Standort)           | Mira Strauss, auch Mina, wurde am 8. November 1901 als Tochter von Joseph Strauss und Amalie geb. Bauer in Veitshöchheim geboren. Sie hatte sieben Geschwister. Die Familie lebte über Jahrzehnte in Veitshöchheim. Die Eltern mussten im März 1940 nach Würzburg übersiedeln. Ihre Mutter starb dort im Juli 1940, der Vater in Theresienstadt im September 1942. Sie selbst wurde am 24. März 1942 von Nürnberg nach Izbica deportiert und vom NS-Regime ermordet. Todesort- und -tag sind nicht bekannt, Mira Strauss wurde amtlich für tot erklärt. |
|              | HIER WOHNTE ROSA TREPP GEB. KAHN JG. 1884 DEPORTIERT 1942 IZBICA ERMORDET                                                               | Bahnhofstraße 25 (Standort)         | Rosa Trepp geb. Kahn wurde 1884 geboren. Sie hatte zumindest einen Bruder, Ernst Kahn. Sie heiratete und bekam die Söhne Leopold und Samuel. Ihr Mann fiel im Ersten Weltkrieg. Nachdem 1931 ihre Schwägerin verstorben war, übersiedelte sie mit den Söhnen in das Haus des Bruders, der ein angesehener Gemischtwarenhändler war. Er hatte zwei Töchter, Gerry und Emmi. Während der Zeit des Nationalsozialismus entschlossen sich alle vier Kinder des Geschwisterpaares zur Flucht. Die beiden Trepp-Söhne gingen in die USA, die beiden Kahn-Töchter emigrierten 1938 zunächst nach Palästina, später ebenfalls in die USA. Auch Rosa Trepp und ihr Bruder bemühten sich um die nötigen Papiere, erhielten aber keine Ausreisegenehmigung. Sie wurden am 28. April 1942 nach Izbica, südöstlich von Lublin gelegen, deportiert und in der Folge ermordet. |

## Verlegedatum
- 29. September 2009[26]

Die Patenschaft für den Stolperstein Ludwig Brück wurde von der Hauptschule Veitshöchheim übernommen, die für den Stolperstein für Julius Freudenberger vom Berufsförderungswerk Würzburg (BFW). Das Gymnasium Veitshöchheim ermöglichte durch Spenden die Stolpersteine für die Geschwister Ernst Kahn und Rosa Trepp.
Veitshöchheim nimmt auch an dem unterfränkischen Projekt „DenkOrt Deportationen 1941-1944“ teil. Die Gestaltung der Koffer-Skulpturen für die Gemeinde Rimpar wurde von Schülern des hiesigen Gymnasiums übernommen.